# 객사 (1997년 드라마)
객사는 문화방송 특집드라마이다.

## 제작진
- 극본 : 최완규
- 연출 : 김사현

## 출연진
- 도지원
- 독고영재
- 손현주
- 이효정
- 최불암